# Madonna del Roseto (Lochner)
La Madonna del roseto o Madonna del Pergolato di rose è un dipinto del pittore tedesco Stephan Lochner realizzato circa nel 1440-1442 conservato nel Wallraf-Richartz Museum a Colonia  in Germania. Alcuni storici dell'arte ritengono possa essere contemporaneo ad un'altra sua opera più tarda l'Altare dei Patroni della città. È considerato uno dei suoi lavori più belli e più dettagliati.

## Descrizione
La Vergine viene rappresentata come Regina del Paradiso ed è seduta sotto un baldacchino con tende tenute a parte dagli angeli. Siede su un sostegno ricoperto di velluto, mentre è intenta a tenere Gesù Bambino nel grembo. La figura di Maria è presentata su scala monumentale, sottolineando il suo status regale.
La sua corona ed il suo medaglione sono simboli della sua verginità. È adornata infatti di una minuscola spilla, contenente una rappresentazione di una fanciulla che regge un unicorno, animale che all'epoca si riteneva avvicinabile solo dalle vergini.
Cristo tiene una mela in mano, allusione al peccato originale che laverà con il suo sacrificio, mentre angioletti seduti e volanti offrono doni o suonano musica. Alcuni di questi sono inginocchiati nel prato adiacente, davanti alla Vergine, con strumenti musicali tra cui un organetto portatile e frutta.
Il dipinto è costellato di simboli, incluse le rose bianche (rappresentanti innocenza e purezza) e rosse (che ricordano il colore del sangue della passione), i gigli (fiore dell'annunciazione), margherite, fragole, e il fiore d'acanto.